# Malhada de Pedras
Malhada de Pedras este un oraș în statul Bahia (BA) din Brazilia.